# Вайцзеккер, Виктор фон
фрайхер Виктор фон Вайцзеккер (нем. Viktor Freiherr von Weizsäcker; 21 апреля 1886 года, Штутгарт ― 9 января 1957 года, Гейдельберг) ― немецкий врач и физиолог. 

## Биография
Виктор родился 21 апреля 1886 года. Он был сыном Карла фон Вайцзеккера (1853―1926), предпоследнего премьер-министра Вюртемберга. Был братом дипломата Эрнста фон Вайцзеккера и дядей президента ФРГ Рихарда фон Вайцзеккера и физика Карла Фридриха фон Вайцзеккера.
Виктор фон Вайцзеккер учился в Тюбингене, Фрайбурге, Берлине и, наконец, в Гейдельберге, где в 1910 году получил учёную степень доктора медицины. В 1920 году он стал заведующим неврологическим отделением клиники Людольфа фон Креля в Гейдельберге. В 1941 году он сменил Отфрида Фёрстера на должности профессора неврологии в Бреслау.
Вайцзеккер получил известность благодаря своими новаторскими работами в области психосоматической медицины и теорий вокруг медицинской антропологии. Он является автором концепции «гештальт-круга» (Gestaltkreis) ― теории в рамках гештальтпсихологии, в которой он объясняет, что биологические события не являются чётко фиксированными реакциями, но зависят от предыдущего опыта и постоянно воспроизводятся через опыт. С помощью гештальта Вайцзекер попытался теоретически представить единицу восприятия и движения.
В конце 1920-х Вайцзекер был соредактором периодического издания Die Kreatur вместе с философом Мартином Бубером (1878―1965) и теологом Йозефом Виттигом (1879―1949). В этом журнале Вайцзекер развивал свои идеи относительно медицинской антропологии. В 1932 году он сформулировал свои идеи о гештальткрейсе, с помощью которых он стремился теоретически представить единство восприятия и движения. Вайцзеккер считал что надо было ввести этот предмет в медицину.
Виктор не был противником нацизма. Он прочитал лекцию под названием «Медицинские задачи» в декабре 1933 года в Фрайбургском университете, по приглашению ректора Мартина Хайдеггера, который уже был членом НСДАП. Виктор вступил в партию 1 мая 1933 года. Лекция появилась в 1934 году в национал-социалистическом журнале Volk im Werden.
В 1944 году он описал свой карьерный путь от физиологии до внутренней медицины, неврологии и психотерапии в Бреслау, который был опубликован под названием «Природа и дух»
С конца января 1945 года, Вайцзеккер совершил несколько остановок в Лигнице, Дрездене и Шкойдице. Каждая с соответствующим приказом о движении. Наконец, в конце марта 1945 года прибыл в Хайлигенштадт, где взял на себя управление военным госпиталем и в апреле был взят в плен американскими войсками.
В августе 1945 года, Вайцзеккеру удалось взять на себя временное управление Физиологическим институтом Гейдельбергского университета. В сентябре 1945 года он начал преподавать в университете, который 7 сентября 1945 года предложил ему должность профессора, а 1 марта 1946 года назначил его на кафедру общей клинической медицины.  Это дало начало психосоматическому отделению в клинике Креля в Гейдельберге, одно из отделений которого носит имя фон Вайцзеккера в память о нем.
Хельм Штирлин вспоминал лекции Вайцзеккера как довольно «загадочный» опыт. Ему нравилось, его открытое обсуждение национал-социалистического прошлого, куда также входили психоаналитик Александр Митчерлих и патолог и терапевт Вольфганг Якоб. 
В качестве главного эксперта Виктор реабилитировал невролога Георга Шальтенбранда, который после окончания войны потерял свою должность в университетской больнице в Вюрцбурге из-за медицинских экспериментов над людьми. В 1950 году при поддержке Фонда Рокфеллера, Вайцзеккер открыл клинику психосоматики, директором которой впоследствии стал Митчерлих.
В 1953 году, он совместно с Рихардом Зибеком поддержали открытие школы медсестёр в Гейдельбергском университете, спонсором которой выступил Фонд Рокфеллера. Студенты-медики смогли пройти производственную практику в психосоматической клинике и принять участие в соответствующих курсах. 
Из-за болезни Вайцзеккер вышел на пенсию в 1952 году.
В 1956 году он опубликовал свой труд «Патософия», в котором излагал свои попытки создать философское понимание человека через его влечения, конфликты и болезни.

## Брак и дети
В 1920 году Виктор фон Вайцзеккер женился на Олимпии Курциус (1887―1979), дочери Фридриха Курциуса (1851―1933). У супругов родилось четверо детей:
- Роберт Карл фон Вайцзеккер (8 сентября 1921 ― 25 ноября 1942), женат не был. Детей не имел. Погиб во Второй мировой войне.
- Ульрика фон Вайцзеккер (18 января 1923 ― 5 сентября 1948), замужем не была. Детей не имела. Погибла в результате падения с горы.
- Экхард фон Вайцзеккер (29 ноября 1925 ― 25 апреля 1945), женат не был. Детей не имел. Погиб во Второй мировой войне.
- Кора фон Вайцзеккер (14 апреля 1929 ― 28 апреля 2009), 2 августа 1957 года вышла замуж за Зигфрида Пенселина (1927―2014).[6]

## Сочинения
- "Der Gestaltkreis, Theorie der Einheit von Wahrnehmen und Bewegen", 1940.
- "Gestalt und Zeit : nach einem am 17. 1. 1942 gehaltenen Vortrage", 1942.
- "Begegnungen und Entscheidungen", 1949.
- "Menschenführung : nach ihren biologischen und metaphysischen Grundlagen betrachtet", 1955.
- "Am Anfang schuf Gott Himmel und Erde : Grundfragen der Naturphilosophie", 1954.
- "Natur und Geist; Errinnerungen eines Arztes", 1954.
- "Pathosophie", 1955.